# 臧旻
臧旻（?—?），徐州广陵郡射阳（今江苏省宝应東北射陽湖鎮）人，东汉政治人物。汉灵帝时代的将领，历任揚州刺史。对西域的土地、风俗、人物非常熟悉。臧洪之父。

## 事蹟
曾以徐州從事的身份上書求赦第五種。（《上書訟第五種》）
“臣聞士有忍死之辱，必有就事之計，故季布屈節於朱家，管仲錯行於召忽。此二臣可以死而不死者，非愛身於須臾，貪命於苟活，隱其智力，顧其權略，庶幸逢時有所為耳。卒遭高帝之成業，齊桓之興伯，遺其亡逃之行，赦其射鉤之仇，拔於囚虜之中，信其佐國之謀，勳效傳於百世，君臣載於篇籍。假令二主紀過於纖介，則此二臣同死於犬馬，沉名於溝壑，當何由得申其補過之功，建其奇奧之術乎？伏見故兗州刺史第五種，傑然自建，在鄉曲無苞苴之嫌，步朝堂無擇言之闕，天性疾惡，公方不曲，故論者說清高以種為上，序直士以種為首。《春秋》之義，選人所長，棄其所短，錄其小善，除其大過。種所坐以盜賊公負，筋力未就，罪至征徙，非有大惡。昔虞舜事親，大杖則走。故種逃亡，苟全性命，冀有朱家之路，以顯季布之會，願陛下無遺須臾之恩，令種有持忠入地之恨。”
後任揚州刺史，把當地名士陸康推舉為茂才，提拔為高成縣令。
熹平元年（172年）十一月，奉命討伐會稽叛民許生。三年（174年）十一月，大勝，提拔功臣孫堅。因此功遷任為使匈奴中郎将。
熹平六年（177年）八月，和破鲜卑中郎将田晏、护乌桓校尉夏育出击鲜卑，被檀石槐击败，士卒死之十有七八，三將因此被徵回朝下獄，廢為庶人。
不久天下大赦，臧旻出獄，最終僅歷任中山、太原二郡守。